# 大通院 (埼玉県皆野町)
大通院（だいつういん）は、埼玉県秩父郡皆野町にある曹洞宗の寺院。

## 歴史
室町時代末期、逸見義常の開基である。義常は高松城の城主であり、後北条氏に仕えていた。義常は平時は屋敷に住んでおり、その屋敷を寺院化したのが当院の起源である。
逸見氏は元は甲斐国に住んでおり、武田氏と同じ甲斐源氏であったが、武田信虎を嫌って当地に移住したという。当院の本寺は甲斐国山梨郡（現・山梨県山梨市）にある永昌院である。第5世住職までは、永昌院住職と同一人物が就任していたという。

## 交通アクセス
- 皆野長瀞ICより車10分
- 皆野駅より皆野町営バス（日野沢線・金沢線）にて「柴岡」下車 徒歩6分